# ポール・ジョーンズ (DD-230)
ポール・ジョーンズ (USS Paul Jones, DD-230/AG–120) はアメリカ海軍の駆逐艦。クレムソン級。艦名はジョン・ポール・ジョーンズにちなむ。

## 艦歴
フィラデルフィアのウィリアム・クランプ・アンド・サンズで1919年12月23日起工。1920年9月30日進水。1921年4月19日就役。大西洋艦隊に編入。1923年に太平洋に移され、アジア艦隊に編入。
1941年12月8日の太平洋戦争開戦は第29駆逐艦戦隊旗艦としてボルネオのタラカンで迎えた。
「ポール・ジョーンズ」は沈められたオランダ船「Langkoems」の乗員を救助した。1942年1月9日にも日本の潜水艦に沈められたオランダ船の生存者101名を救助した。また、1月12日には放棄されたアメリカ陸軍の貨物船「Liberty」をオランダ駆逐艦「ヴァン・ゲント」とともにバリ島のTulambenまで曳航した。
1月24日、「ポール・ジョーンズ」は駆逐艦「ジョン・D・フォード」、「ポープ」、「パロット」とともにバリクパパン沖の日本船団を襲撃し大きな損害を与えた（バリクパパン沖海戦）。
2月5日、「ポール・ジョーンズ」はオランダ船「Tidore」をティモール島まで護衛するためスンバワ島沖で同船と合流した。しかし、日本軍の爆撃機の攻撃を受け、「Tidore」は座礁して全損となり「ポール・ジョーンズ」はその乗員を救助した。この日は日本軍の一空所属陸攻23機がスンバワ島南方10海里でマーブルヘッド型1隻、輸送船1隻を発見して攻撃している。
2月27日、スラバヤ沖海戦に参加。「ポール・ジョーンズ」は魚雷を撃ちつくし、燃料もほとんどない状態でスラバヤへ退却した。翌朝、他のアメリカ駆逐艦3隻と共に岸に沿って進みバリ海峡で日本軍と遭遇したときは高速で煙幕を張ることで日本軍の包囲網からのがれた。その後、「ポール・ジョーンズ」と「ジョン・D・フォード」は駆逐艦母艦「ブラック・ホーク」を護衛して3月4日にオーストラリアのフリーマントルに着いた。
フリーマントルとメルボルンでの修理後、「ポール・ジョーンズ」は5月12日にサンフランシスコへ向け出航し、6月29日に到着。以後は船団護衛などに従事した。
1945年11月5日、退役。同年11月28日除籍。1947年10月5日に売却され、1948年4月に解体された。